# Расън
Расън (на хангъл: 라선, правопис по системата на Маккюн-Райшауер Rasŏn, произношение в Южна Корея най-близко до Насън, от Nasŏn) е директно управляван град в Северна Корея. Общината е отделена от провинция Северен Хамгьон през 1993 г. Всъщност на територията на общината има два отделни града – Раджин и Сонбън, което е причината до 2000 г. тя да се нарича Раджин-Сонбън. Днес се използва съкратеното название Расън, включващо първите срички на двете названия. Двата града почти са се сляли и имат голямо значение за икономиката на КНДР. Общината граничи директно с Приморския край на Русия и китайската провинция Дзилин. До Сонбон се намира уранова мина и 200-МВт електроцентрала. Площта на Расън е 746 квадратни метра.
Населението на Расън през 2008 година е 158 337 души.